# Football Superstars
Football Superstars war ein von der Firma Monumental Games entwickeltes Online-Spiel, das trotz seines Schwerpunkts auf Fußball Ähnlichkeiten zu gängigen MMORPGs aufwies. Im Februar 2020 wurde es eingestellt. Das Spiel wurde ausschließlich über die eigene Webseite vertrieben und war kostenlos, es bestand jedoch die Möglichkeit, Einheiten der Spielwährung und andere Features zu kaufen.

## Geschichte
Das Spiel wurde von Monumental Games entwickelt und von CyberSports 2008 veröffentlicht. Nach Angaben des Verlags CyberSports Ltd. wurden zwischen Mai 2008 und Januar 2009 über 250.000 Anmeldungen verbucht, was hauptsächlich auf das innovative Spielsystem und die Presseresonanz zurückzuführen sei. Im Jahr 2012 wurde die Entwicklung des Spiels eingestellt, aber 2014 von Coli Games UK übernommen und bis zu deren Schließung 2020 weiterentwickelt.

## Features
Das Spiel versetzte den Spieler in die Lage eines aufstrebenden Fußballprofis. Er musste sich bei einem der vier Vereine verpflichten und konnte daraufhin für seinen Club Spiele austragen, die ihm sowohl Geld als auch „Ruhm“ einbrachten.
Die Charakterentwicklung war ein wichtiger Aspekt des Spiels, durch Spiele und Training in Sportstudios konnte der Spieler seine Werte verbessern und sich so in folgenden Spielen einen Vorteil verschaffen.
Zwischen den Spielen konnte der Spieler in der Spielwelt Kleidung kaufen, in Bars Getränke kaufen, seine Werte aufbessern sowie mit anderen Spielern interagieren. Durch verschiedene Aktionen konnte der Spieler seinen Berühmtheitsgrad erhöhen und damit in folgenden Spielen mehr Lohn erhalten.
Zudem gab es ein Levelsystem, das auf Erfahrungspunkten basiert und die Langzeitmotivation erhöht.

## Matches
Die Matches waren dem echten Fußball nachempfunden. Spiele fanden in folgenden Variationen statt: 3 gegen 3, 5 gegen 5, 7 gegen 7 oder 11 gegen 11. Der Torwart ist computergesteuert.
Gesteuert wurde per Maus und Tastatur, der Spieler sah seinen Charakter aus der Third-Person-Perspektive. Ein Spiel konnte 20 bis 90 Minuten dauern.
Durch die hohe Spieleranzahl und die Steuerung nur eines Charakters unterschied sich das Spielgefühl von gängigen Titeln wie FIFA oder Pro Evolution Soccer.

## Finanzierung
Das Finanzierungsmodell von Football Superstars unterschied sich wesentlich von den meisten etablierten Computerspielen. Statt durch einen einmaligen Kaufpreis oder einen monatlichen Beitrag finanzierte sich das Spiel in erster Linie durch den Verkauf von zusätzlichen Features wie „FS Bonds“, die in die Spielwährung eingetauscht werden konnten, und Werbung. Als Sponsoren konnten Puma, Reebok und Nokia gefunden werden, deren Marken in Form von Handys und Schuhen in das Spiel eingebunden wurden. Zudem wurden in der großen Spielwelt diverse Möglichkeiten für Werbung in Form von Plakaten und Videos geschaffen.